# Monastère de Ravanica
Pour les articles homonymes, voir Ravanica.
Le monastère de Ravanica (en serbe cyrillique : Манастир Раваница ; en serbe latin : Manastir Ravanica) est un monastère orthodoxe serbe situé sur le territoire du village de Senje, dans la municipalité de Ćuprija et dans le district de Pomoravlje, en Serbie. Il dépend de l'éparchie de Braničevo et est inscrit sur la liste des monuments culturels d'importance exceptionnelle de la république de Serbie (identifiant no SK 244).
Le monastère de Ravanica se trouve dans la vallée de la Morava.

## Histoire

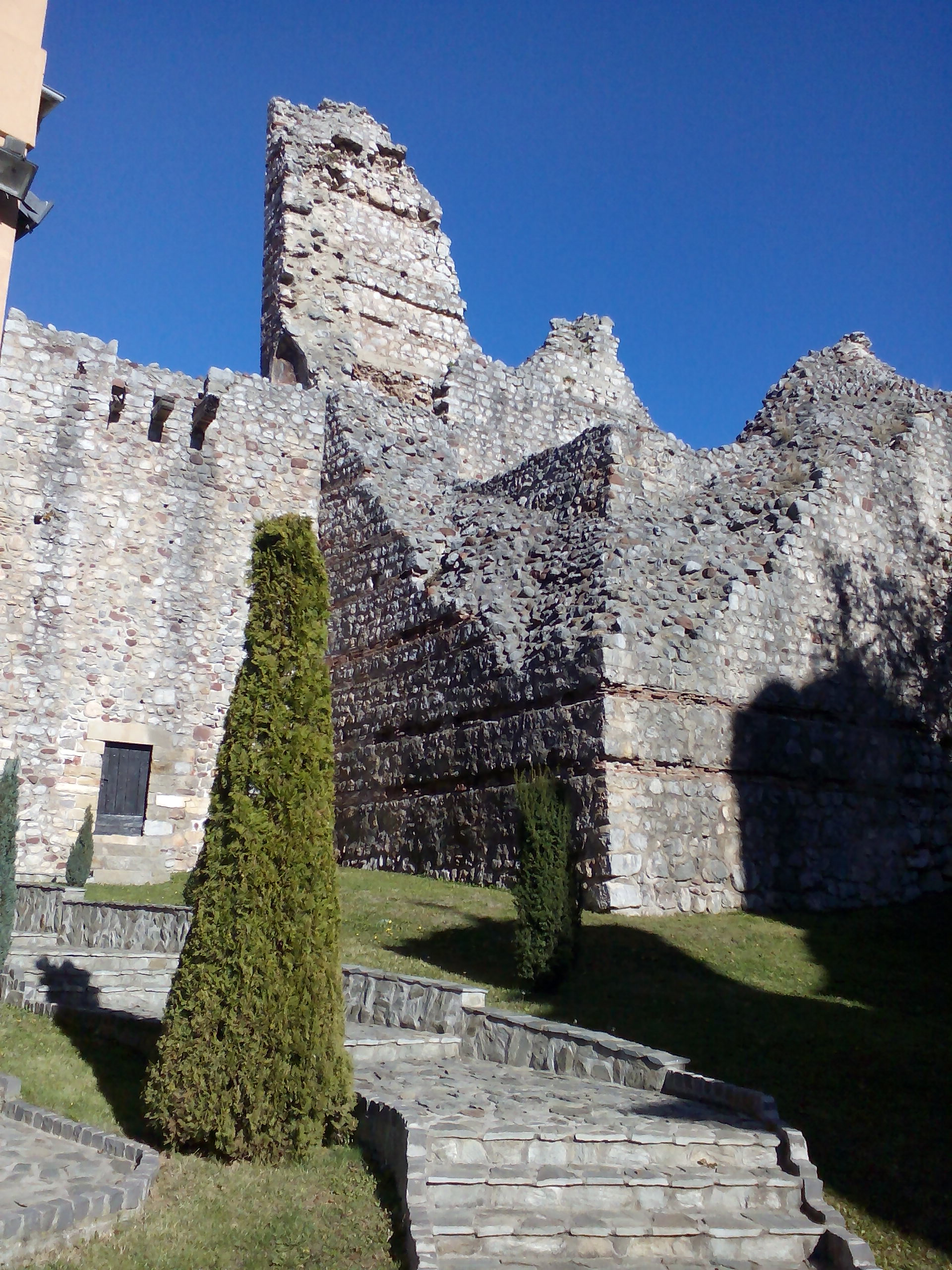
Vestige de l'enceinte du monastère.

Le monastère de Ravanica a été fondé en 1377, par le prince Lazar Hrebeljanović, le héros malheureux de la grande bataille de Kosovo Polje (28 juin 1389). Après sa mort, il y a été enterré. Le prince est désormais un saint orthodoxe et ses reliques sont conservées dans l’église du monastère. 
Ravanica a été gravement endommagé à de nombreuses reprises par les Turcs, en 1386, en 1398 et en 1436.
Au cours de la guerre qui a suivi le second siège de Vienne par les Ottomans (1683), de nombreux moines ont été tués et, en 1690, les rescapés se sont enfuis en emportant les reliques du prince Lazar.  En 1717, le moine Stefan, devenu le seul survivant de l'ancien monastère, est à Ravanica. Avec l’aide des habitants du voisinage, il a restauré les bâtiments et orné l’église d’un nouveau narthex. 
Ravanica a encore été endommagé lors du premier soulèvement serbe contre les Turcs. Il a été de nouveau restauré au milieu du XIXe siècle. 
Pendant la Seconde Guerre mondiale, les nazis se sont emparés du monastère et l'ont saccagé une fois de plus. Ils ont arrêté et torturé l'archimandrite Makarije et ont fini par le tuer le 24 février 1943. 

## Architecture et fresques

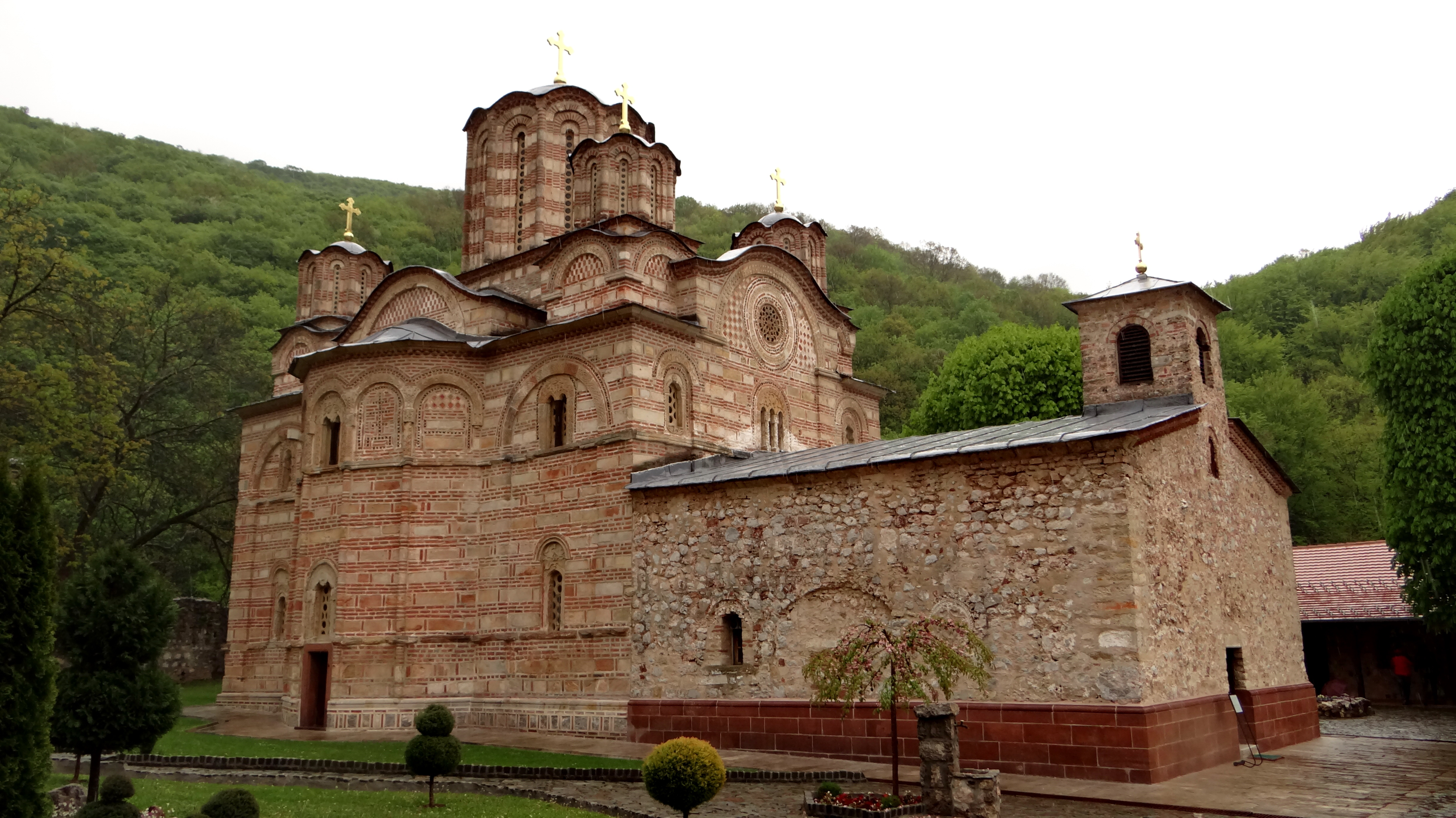
L'église de Ravanica.

L'enceinte du monastère de Ravanica témoigne des temps troublés du Moyen Âge serbe. Elle a été conçue pour résister aux assauts des Turcs. 
Par son architecture, l’église de Ravanica, consacrée à l’Ascension, est le premier exemple du style propre à l’école de la Morava. Son plan prend la forme d’un trèfle élargi. Au centre de l’église s’élève un dôme à neuf pans. Construite avec une alternance de pierres et de briques, elle est décorée de céramiques représentant des formes géométriques, des motifs floraux et des figures humaines et animales. 

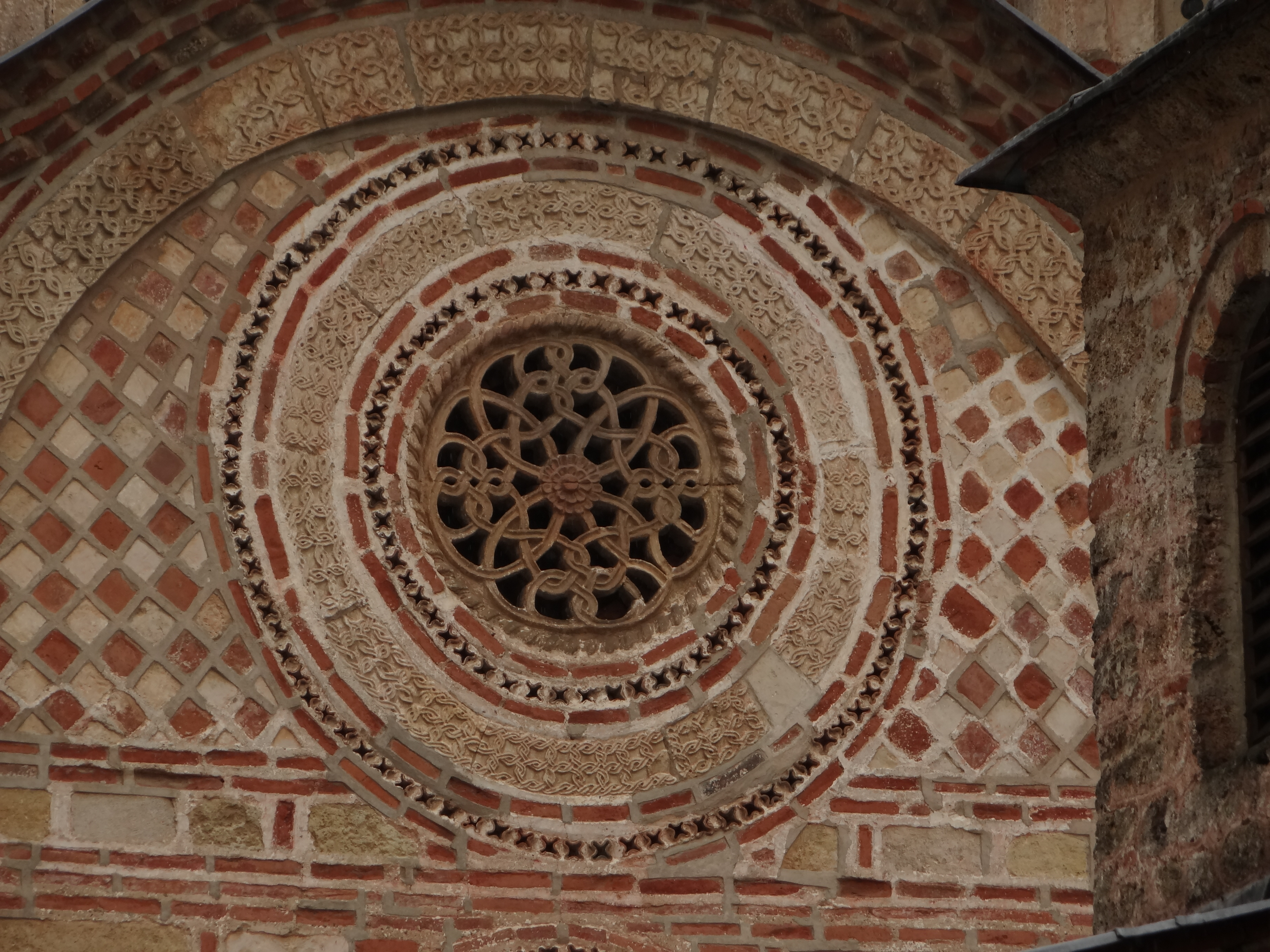
Détail de la décoration extérieure.

À l'intérieur de l'édifice, les fresques ont été peintes entre 1385 et 1387. Certaines d’entre elles sont célèbres comme l'Entrée du Christ à Jérusalem, due au maître Constantin.

## Le tombeau du prince Lazar
De chaque côté du tombeau du prince Lazar se trouve un cierge gigantesque, offert par son épouse, la princesse Milica. Ces deux cierges étaient pour elle le symbole de la résistance serbe. Elle avait demandé de « les faire brûler seulement quand la Serbie serait délivrée du joug turc ». Son vœu fut exaucé seulement en 1924. 

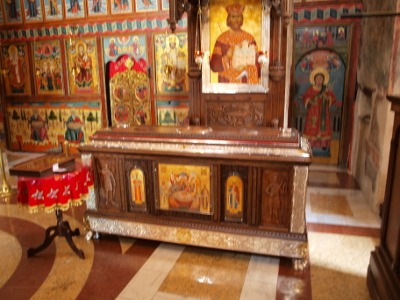
Le tombeau du prince Lazar